# Zingiber griffithii
Zingiber griffithii är en enhjärtbladig växtart som beskrevs av John Gilbert Baker. Zingiber griffithii ingår i släktet Zingiber och familjen Zingiberaceae. Inga underarter finns listade i Catalogue of Life.